# Alex Izykowski
Alex Izykowski (ur. 26 stycznia 1984 w Bay City) – amerykański łyżwiarz szybki specjalizujący się w short tracku, brązowy medalista igrzysk olimpijskich, dwukrotny brązowy medalista mistrzostw świata.
W lutym 2006 roku wystąpił na igrzyskach olimpijskich w Turynie. Wziął udział w dwóch konkurencjach – zdobył brązowy medal olimpijski w biegu sztafetowym (w amerykańskiej sztafecie wystąpili poza nim Rusty Smith, John Paul Kepka i Apolo Ohno) i zajął dwunaste miejsce w biegu na 1500 m.
W 2005 i 2006 roku zdobył brązowe medale mistrzostw świata w biegach sztafetowych, a w 2003 roku srebrny medal mistrzostw świata juniorów w sztafecie. Ponadto w 2002 roku zajął trzecie miejsce podczas mistrzostw Stanów Zjednoczonych juniorów, a w 2006 roku drugie miejsce w mistrzostwach seniorów na dystansie 3000 m.